# Compaq

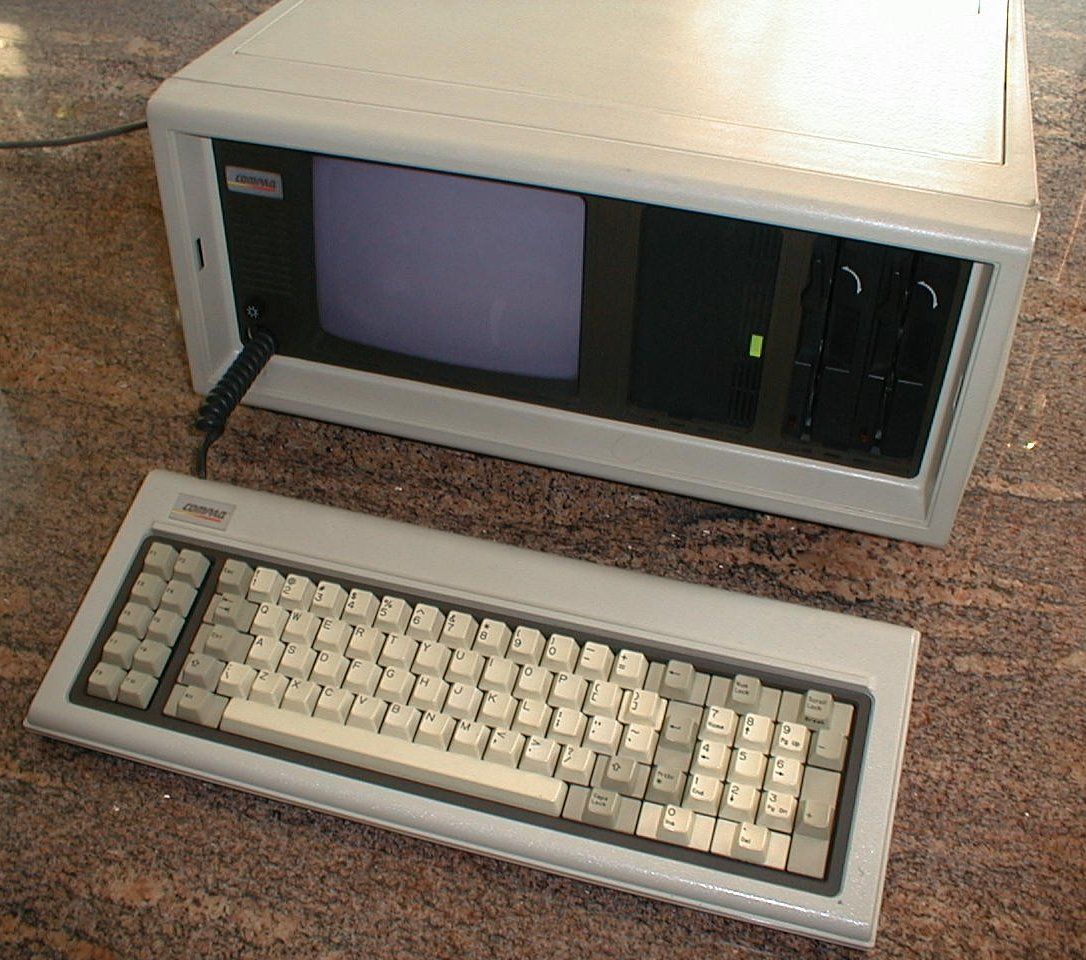
Compaq Portable

Compaq Computer Corporation – amerykańskie przedsiębiorstwo komputerowe, założone w lutym 1982 przez Roda Caniona, Jima Harrisa i Billa Murto, produkujące głównie komputery osobiste i laptopy.
Firma Compaq była twórcą pierwszego klona IBM PC, który posiadał otwartą architekturę. Jedyną zastrzeżoną częścią tej otwartej architektury był BIOS, czyli główna część komputera (w formie chipu), która umożliwiała połączenie oprogramowania (w formie systemu operacyjnego) ze sprzętem. Klonu BIOS-u dokonano dzięki inżynierii wstecznej w tzw. cleanroomie. Dzięki temu powstał nowy rynek komputerów osobistych.
W 1998 Compaq przejął przedsiębiorstwo Digital Equipment Corporation. W 2002 Compaq połączył się z przedsiębiorstwem Hewlett-Packard. W 2013 HP zasadniczo wygasiła markę Compaq.
W 2016 powstał film dokumentalny o firmie Compaq pt. „Silicon Cowboys”.